# 刘志明 (1950年)
刘志明（1950年8月—），男，陕西人，中华人民共和国政治人物、外交官。

## 生平
1974年，进入中华人民共和国外交部工作，先后在驻布隆迪大使馆、北京外交人员服务局、外交部翻译室、驻法国大使馆、驻比利时大使馆、外交部西欧司任职。1996年，任驻法国大使馆参赞。1999年，任外交部西欧司参赞。2000年，升任驻比利时大使馆公使衔参赞。2002年，任驻法国大使馆公使衔参赞。2004年，升任驻法国大使馆公使。2005年，任中国人民对外友好协会副会长。2006年11月，出任中华人民共和国驻黎巴嫩大使。2010年12月，自驻黎巴嫩大使离任。

## 家庭
已婚，有一女。